# Trichosporon asteroides
Trichosporon asteroides är en svampart som först beskrevs av Rischin, och fick sitt nu gällande namn av M. Ota 1926. Trichosporon asteroides ingår i släktet Trichosporon och familjen Trichosporonaceae.   Inga underarter finns listade i Catalogue of Life.